# Non-jeu
Les non-jeux (en anglais : non-games) sont une classe de logiciels à la frontière entre les jeux vidéo et les jouets. 
Le terme original "non-game game" ("jeu non-jeu") est inventé par l'ancien président de Nintendo, Satoru Iwata, qui le décrit comme « une forme de divertissement qui n'a vraiment pas de gagnant, ni même de véritable conclusion ». Will Wright utilise précédemment le terme « software toy » (« jouet logiciel ») dans le même but. 
La principale différence entre les non-jeux et les jeux vidéo traditionnels est le manque de buts, d'objectifs et de défis structurés. Cela permet au joueur un plus grand degré d'expression de soi en jouant de façon libre, car il peut alors définir ses propres objectifs à atteindre.

## Histoire
Les non-jeux existent depuis les débuts des jeux vidéo, bien qu'il n'y ait alors pas de terme spécifique pour les désigner. L'un des premiers est en 1977 Surround d'Atari Inc., un jeu de serpent à deux joueurs pour l'Atari 2600, qui contient un mode de dessin de forme libre appelé "Video Graffiti". Des exemples ultérieurs qui sont vendus comme des jeux mais présentent une expérience moins structurée sont Alien Garden (Epyx, 1982), Moondust (Creative Software, 1983), Worms? (l'un des titres de lancement de 1983 d'Electronic Arts), I, Robot (Atari, 1983) qui contient un "mode ungame" appelé "Doodle City", et Psychedelia de Jeff Minter's  (Llamasoft, 1984), qui est un synthétiseur de lumière interactif.
Pinball Construction Set de Bill Budge (Electronic Arts, 1983) popularise un logiciel où construire quelque chose est plus divertissant que jouer au produit fini. Dans une moindre mesure, certains jeux deviennent des jeux de construction grâce à l'inclusion d'éditeurs de niveaux, comme Lode Runner de Doug Smith (Broderbund, 1983), Mr. Robot and His Robot Factory de Ron Rosen (Datamost, 1983) et Rally Speedway de John Anderson (Adventure International, 1983). D'autres ensembles de construction plus appropriés suivent, tels que Adventure Construction Set d'EA (1984) et Racing Destruction Set (1985).
En janvier 1984, Joel Gluck présente un jouet simple appelé Bounce dans sa chronique sur la conception de jeux dans ANALOG Computing. Bounce permet aux utilisateurs de dessiner des lignes à basse résolution, puis de libérer un bloc qui laisse une trace permanente lorsqu'il se déplace sur l'écran, créant des motifs lorsqu'il se reflète sur les obstacles. Le programme est spécifiquement conçu pour ne pas avoir d'objectifs ou de score, autre que ce qui est dans la tête de l'utilisateur. Bounce est ensuite revisité plusieurs fois dans ANALOG.
Le jeu de simulation SimCity de 1989 est qualifié de jouet logiciel (software toy) par son créateur Will Wright, car il n'y a pas d'objectif ultime dans le jeu principal. Des scénarios avec des objectifs existent dans certaines incarnations du jeu, comme SimCity 2000, mais ceux-ci ne sont pas au centre des préoccupations.
Les non-jeux connaissent un succès particulier sur les plates-formes Nintendo DS et Wii, où un large éventail de titres japonais séduisent un nombre croissant de joueurs occasionnels.